# Italiensvej
Italiensvej er en cirka 1,1 km lang vej i Sundbyøster i København, der forbinder Kastrupvej og Amager Strandvej. I den sidste del af vejen ligger Amager Strand Station.
Vejen fungerer som en slags "hovedgade" i et kvarter, hvor alle veje og gader er opkaldt efter byer og steder i Italien, eksemepelvis Milanovej og Sorrentovej. Amager Hospital ligger på vejen. Vejen rummer i alt 61 bevaringsværdige bygninger.
Oprindeligt gik vejen kun til Backersvej, men er siden forlænget. Den bar fra 1902 navnene Rønne Allé og Østre Mellemvej.
I den østligste del af vejen er der et større areal med græs mellem vejbanerne, hvilket skyldes, at der ligger en hovedkloakledning under vejen.
Vejen kendes også fra romanen Italiensvej af Anna Grue. I bogen, der blev udgivet i 2017, er hovedpersonen husbestyrerinde hos en lægefamilie på vejen sidst i 1950'erne.